# Centaurea gymnocarpa
Centaurea gymnocarpa là một loài thực vật có hoa thuộc họ Asteraceae.
Đây là loài đặc hữu của Ý. Môi trường sống tự nhiên của chúng là thảm cây bụi kiểu Địa Trung Hải và vùng nhiều đá. Mặc dù là một loài nguy cấp trong tự nhiên, loài này đôi khi được trồng trong vườn làm cây cảnh.